# Раджа Сабха
Раджа Сабха (Държавен съвет) е горната камара на парламента на Индия. Долната камара е Лок Сабха.
Състои се от 245 членове, 12 от които се избират от президента на Индия за опита им в конкретни области на изкуството, литературата, науката, както и на социалните услуги. Тези членове са известни като номинирани членове. Останалата част от членовете се избират според населението на щатите в Индия.
Първото заседание на Раджа Сабха е проведено на 13 май 1952 г.